# Lasiocnemus griseicinctipes
Lasiocnemus griseicinctipes är en tvåvingeart som beskrevs av Speiser 1913. Lasiocnemus griseicinctipes ingår i släktet Lasiocnemus och familjen rovflugor. Inga underarter finns listade i Catalogue of Life.